# Flugplatz Columbia County

i7
i11
i13
Der Flugplatz Columbia County (IATA-Code: HCC, FAA-LID: 1B1) ist ein öffentlicher Flugplatz im Columbia County, New York, USA. Er wird für die allgemeine Luftfahrt im Hudson Valley genutzt und liegt 7 km nordöstlich des zentralen Geschäftsviertels von Hudson, New York. Der Flugplatz verfügt nicht über einen Tower.
Der Flugplatz Columbia wurde 1934 eröffnet und war einer der ersten „Fire Bombing“-Stützpunkte, als Militärflugzeuge eingesetzt wurden, um Wasser auf Waldbrände abzuwerfen.

## Einrichtungen und Flugzeuge
Der Flugplatz Columbia County erstreckt sich über eine Fläche von 110 ha auf einer Höhe von 60 m über dem mittleren Meeresspiegel. Er verfügt über eine asphaltierte Start- und Landebahn mit der Kennung 03/21, die 1.631 × 30 m misst.

## Besonderheiten
Der Endanflug auf die Landebahn 21 führt direkt über einen nördlich gelegenen Golfplatz, und Piloten sollten beim An- und Abflug Vorsicht walten lassen, um Golfer zu vermeiden. Es hat mindestens einen Vorfall gegeben, bei dem ein Golfer absichtlich ein landendes Flugzeug mit einem Golfball getroffen hat. Die Abflugroute für die Landebahn 03 führt die Piloten über Wohngebiete. Piloten sollten auf den Lärm achten, besonders nachts. Etwa 1 Meile östlich befindet sich ein Schießstand der Polizei, so dass Schussgeräusche keine Seltenheit sind.

## Flugbewegungen
In dem am 16. August 2019 endenden 12-Monats-Zeitraum verzeichnete der Flugplatz 19.200 Flugbewegungen: 15.000 allgemeine Luftfahrt, 4.000 Lufttaxi und 200 Militär; das entspricht durchschnittlich 52 Flugbewegungen pro Tag. Zu diesem Zeitpunkt waren 18 Flugzeuge auf dem Flugplatz stationiert: 13 einmotorige, 2 mehrmotorige, 2 Düsenflugzeuge und 1 Hubschrauber.

## Infrastruktur
Richmor Aviation ist auf dem Flugplatz Columbia County als Fixed-Based-Operator tätig und bietet Treibstoff, Liegeplätze, Hangar, Flugzeugmanagement, Charter und Wartung.